# Franz von Seitz

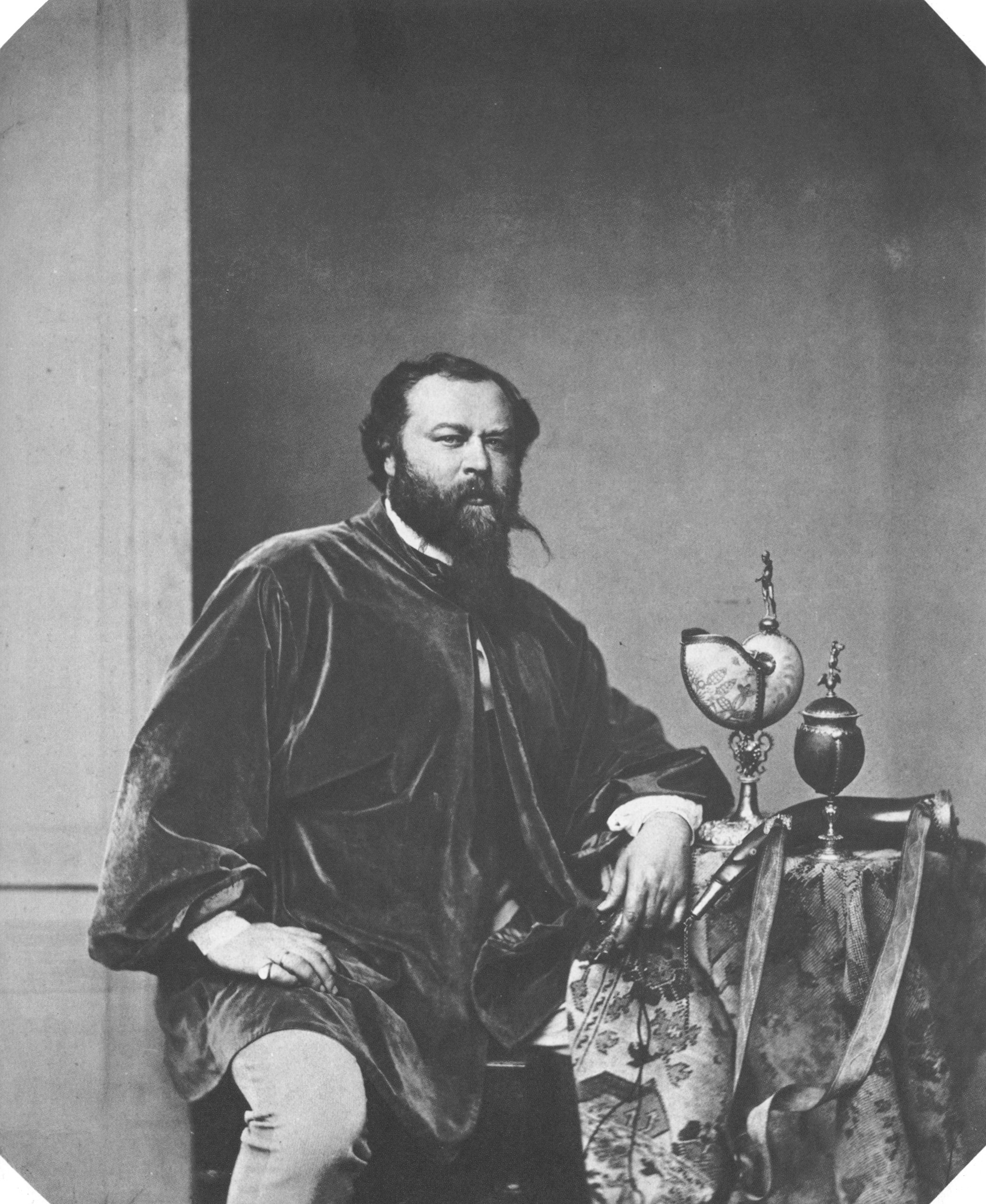
Franz Seitz, 1856

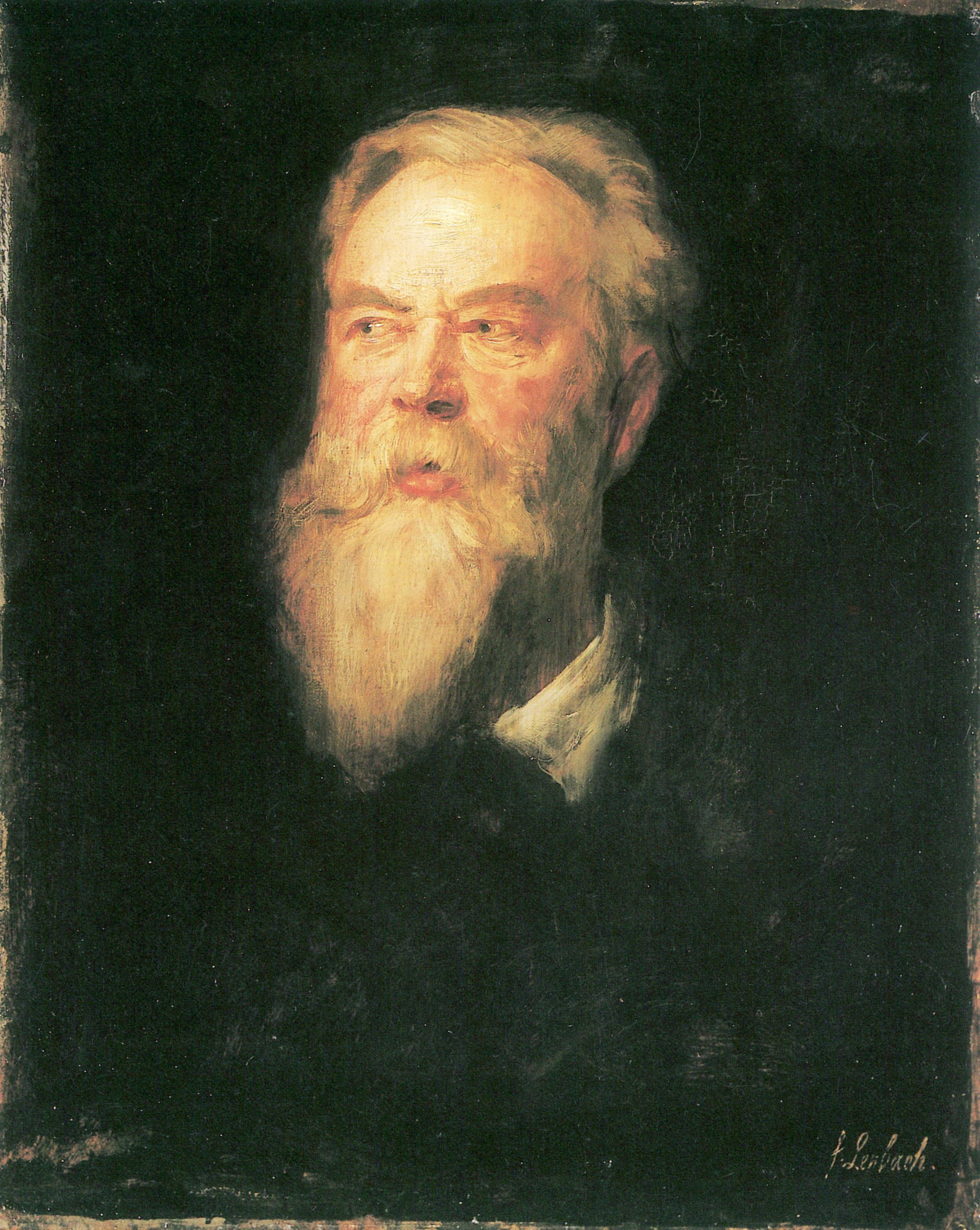
Franz von Seitz
Künstler: Franz von Lenbach (um 1878)

Franz von Seitz (* 31. Dezember 1817 in München; † 13. April 1883 ebenda) war ein deutscher Maler, Lithograf, Radierer und Kostümbildner sowie Hochschullehrer und Theaterdirektor.

## Leben
Sein Vater war Johann Baptist Seitz (1786–1850), der sich als Schriftstecher, Topograph und Mechaniker in München einen Namen gemacht hatte.
Seitz studierte an der Münchner Kunstakademie bei Joseph Schlotthauer und arbeitete danach selbstständig als Lithograf und Radierer. 1848 übernahm er die künstlerische Leitung der satirischen Zeitschrift Leuchtkugeln. Ab 1855 war er Kostümbildner des Münchner Hoftheaters. 1858 erfolgte seine Ernennung zum Professor an der Münchner Kunstakademie. 1869 wurde er artistischer Direktor der Hofbühne und Leiter der Bühnenausstattung des Hof- und Residenztheaters. 1876 erfolgte seine Emeritierung, und er wurde Ehrenmitglied der Kunstakademie.
Unter anderem stammen vielzählige Entwürfe für die künstlerische Gestaltung und Ausstattung von Schloss Linderhof von ihm und seinem Sohn Rudolf. Franz und Rudolf Seitz gestalteten auch den Innenraum des Hofzuges von Ludwig II. nach dem Vorbild des Schlosses Versailles.
Er war mit Wilhelmine Königer verheiratet und hatte mehrere Kinder, darunter der Maler, Zeichner und Kunstgewerbler Rudolf von Seitz.
Unter anderem stammen vielzählige Entwürfe für die künstlerische Gestaltung und Ausstattung von Schloss Linderhof von ihm und seinem Sohn Rudolf. Franz und Rudolf Seitz gestalteten auch den Innenraum des Hofzuges von Ludwig II. nach dem Vorbild des Schlosses Versailles.

## Grabstätte
Die Grabstätte von Franz Seitz befindet sich auf dem Alten Südfriedhof in München (Gräberfeld 25 – Reihe 13 – Platz 36). In dem Grab ist auch der Sohn Rudolf Seitz begraben.

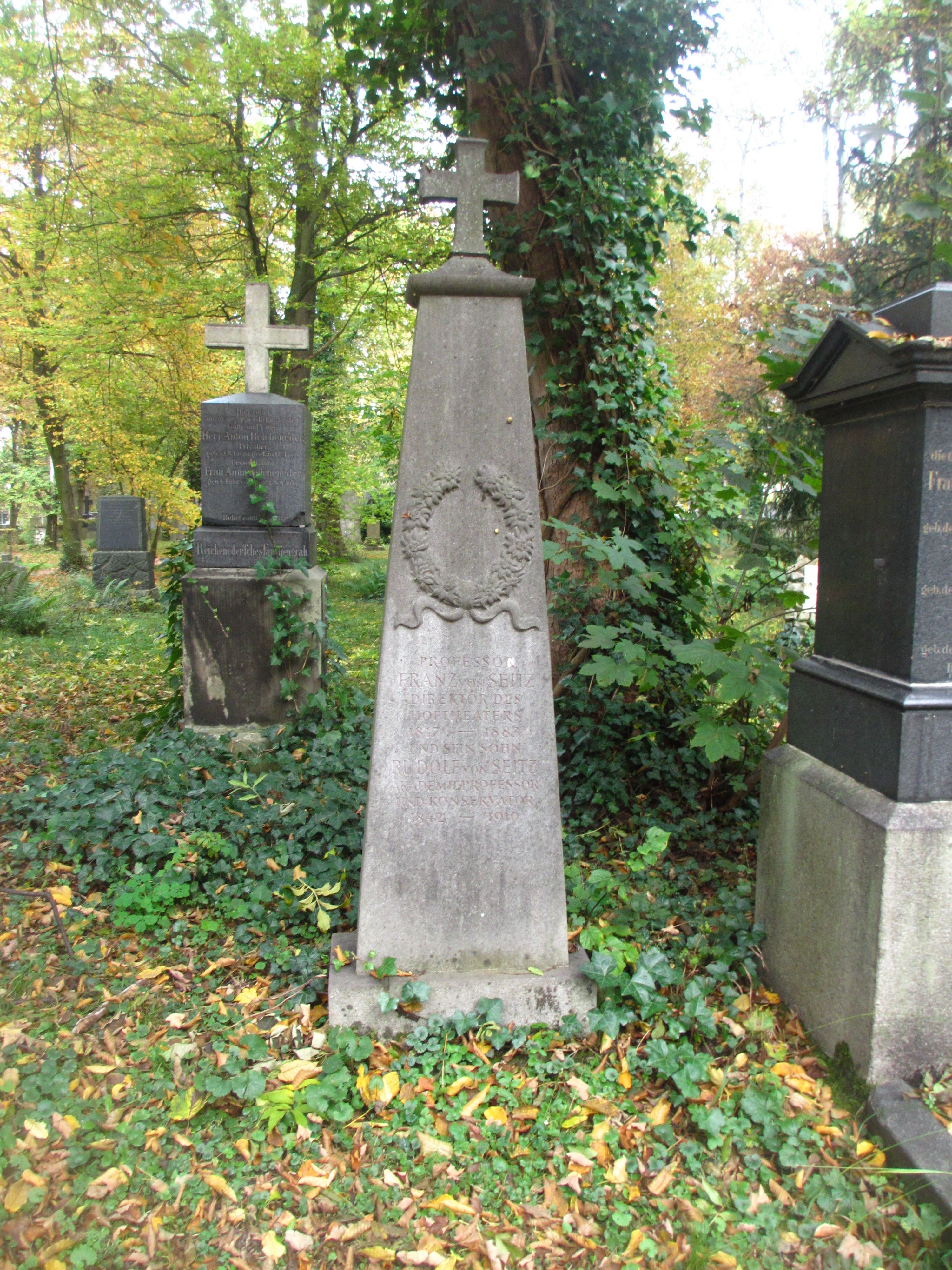
Grab von Franz Seitz auf dem Alten Südlichen Friedhof in München

## Namensgeber für Straße
Nach Franz Seitz wurde 1888 in München im Stadtteil Lehel (Stadtbezirk 1 – Altstadt-Lehel) die Seitzstraße (48° 8′ 30,6″ N, 11° 35′ 5,5″ O) benannt.